# Junioren-Weltmeisterschaften im Rudern 2014
Die Junioren-Weltmeisterschaften im Rudern 2014 fanden vom 6. bis 10. August 2014 in Hamburg in Deutschland statt. Die Wettbewerbe wurden auf der Dove Elbe im Wassersportzentrum Hamburg-Allermöhe ausgetragen.
Bei den Meisterschaften wurden 13 Wettbewerbe ausgetragen, davon sieben für Jungen und sechs für Mädchen.
Teilnahmeberechtigt war eine Mannschaft je Wettbewerbsklasse aus allen Mitgliedsverbänden des Weltruderverbandes. Eine Qualifikationsregatta existierte nicht.

## Ergebnisse
Hier sind die Medaillengewinner aus den A-Finals aufgelistet. Diese waren mit sechs Booten besetzt, die sich über Vor- und Hoffnungsläufe sowie Viertel- und Halbfinals für das Finale qualifizieren mussten. Die Streckenlänge betrug in allen Läufen 2000 Meter.

### Junioren
| Bootsklasse                   | Gold | Gold    | Silber | Silber  | Bronze | Bronze  |
| ----------------------------- | --- | ------- | --- | ------- | --- | ------- |
| Einer (JM1x)                  | Deutschland Tim Ole Naske | 8:17,69 | Kanada Daniel de Groot | 8:38,17 | Südafrika Daniel Watkins | 8:44,29 |
| Doppelzweier (JM2x)           | Deutschland Philipp-André Syring Max Appel | 7:23,96 | Litauen Dovydas Nemeravičius Armandas Kelmelis | 7:36,26 | Australien Tyron Boorman Adam Bakker | 7:37,57 |
| Doppelvierer (JM4x)           | Deutschland Henrik Runge David Junge Johannes Lotz Hannes Redenius | 6:44,05 | Vereinigtes Königreich Steven Parsonage Rowan Law Samuel Meijer Chris Lawrie                                                                                   | 6:46,42 | Neuseeland Jack O’Leary Ari Palsson Oliver Stephens Sean Giblot Ducray | 6:54,96 |
| Zweier ohne Steuermann (JM2-) | Tschechien Miroslav Jech Lukas Helesic | 7:14,50 | Rumänien Mihaita Iliut Alexandru-Cosmin Macovei | 7:20,49 | Österreich Christoph Seifriedberger Ferdinand Querfeld | 7:27,15 |
| Vierer ohne Steuermann (JM4-) | Deutschland Olaf Roggensack René Schmela Wolf-Niclas Schröder Paul Gebauer                                                                                                   | 6:47,40 | Rumänien Robert-Ovidiu Grosan Cosmin Pascari Constantin Radu Sergiu-Vasile Bejan                                                                               | 6:58,15 | Kroatien Toni Cavka Filip Pedic Bernard Samardzic Josip Banovic | 7:00,48 |
| Vierer mit Steuermann (JM4+)  | Italien Dario Favilli Andrea Cattaneo Andrea Maestrale Ivan Capuano Francesco Tassia (Stm.)                                                                                  | 6:50,84 | Vereinigtes Königreich Charles Elwes Thomas Digby Chetan Chauhan-Sims Charles Thurston Hugo Marsh (Stm.)                                                       | 6:56,24 | Neuseeland Hugo Elworthy William Morris-Whyte Thomas Mackintosh Edwin Laver Matthew Wylie (Stm.)                                                                               | 6:58,76 |
| Achter (JM8+)                 | Deutschland Nick Blankenburg Janek Schirrmacher Johannes Rentz Philipp Nonnast Johann Wahmhoff Marc Leske Alexander Vollmer David Wollschläger Mario Acosta Dominguez (Stm.) | 6:15,61 | Niederlande Melvin Twellaar Jeroen Oortwijn Jaap de Jong Koen van den Herik Maarten Hurkmans Simon van Dorp Roel van Broekhuizen Max Ponsen Just Ponsen (Stm.) | 6:18,32 | Italien Riccardo Mager Riccardo Peretti Alessandro Piffaretti Raffele Giulivo Leonardo Calabrese Simone Tettamanti Leonardo Pietra Caprina Neri Muccini Niccolo Mancusi (Stm.) | 6:21,64 |

### Juniorinnen
| Bootsklasse                   | Gold | Gold    | Silber | Silber  | Bronze | Bronze  |
| ----------------------------- | --- | ------- | --- | ------- | --- | ------- |
| Einer (JW1x)                  | Deutschland Melanie Göldner | 9:45,11 | Frankreich Camille Juillet | 9:55,20 | Niederlande Marieke Keijser | 9:55,46 |
| Doppelzweier (JW2x)           | Rumänien Elena Logofatu Nicoleta Pascanu | 8:19,15 | Deutschland Tina Christmann Franziska Kampmann | 8:24,34 | Griechenland Aikaterini Zerva Athina-Maria Angelopoulou | 8:34,88 |
| Doppelvierer (JW4x)           | Volksrepublik China Kuang Mingna Zhao Meng Chen Jing Zhao Dongfang                                                                                               | 7:26,48 | Deutschland Annemieke Schanze Anne-Kathrin Eichler Lena Seuffert Frieda Hämmerling | 7:31,52 | Vereinigtes Königreich Susannah Duncan Charlotte Hodgkins-Byrne Anna Thornton Florence Pickles                                                                                          | 7:41,08 |
| Zweier ohne Steuerfrau (JW2-) | Rumänien Beatrice-Madalina Parfenie Roxana Parascanu | 8:09,32 | Kanada Larissa Werbicki Caileigh Filmer | 8:13,66 | Vereinigte Staaten Meghan Galloway Liliane Lindsay | 8:24,76 |
| Vierer ohne Steuerfrau (JW4-) | Volksrepublik China Wei Qian Wang Jiayin Ji Mengke Cui Hanwen | 7:44,64 | Vereinigte Staaten Mia Croonquist Dana Moffat Claire Collins Marlee Blue | 7:46,68 | Italien Beatrice Millo Nicoletta Bartalesi Angelica Merlini Andrea Jorio Fili | 7:51,76 |
| Achter (JW8+)                 | Deutschland Vera Spanke Carlotta Schmitz Sina Kühne Sophie Gnauck Bea Bliemel Juliane Faralisch Charlotte Zeiz Anna Calina Schanze Larina Aylin Hillemann (Stf.) | 7:15,37 | Russland Aleksandra Tsypkina Maria Aripova Kira Yuvchenko Kira Frolova Jekaterina Sewostjanowa Evgenia Ryskova Iulia Solomentseva Jelisaweta Kornijenko Anastassija Baschenowa (Stf.) | 7:23,15 | Rumänien Paula Logofatu Diana Mihai Andrea Budeanu Anamaria Zaharia Anca-Elena Filip Raluca-Mihaela Munteanu Ionela-Madalina Petreanu Iuliana Crefelian Georgiana-Lorena Palasca (Stf.) | 7:26,71 |

## Medaillenspiegel
| Platz | Land                   | Gold | Silber | Bronze | Gesamt |
| ----- | ---------------------- | ---- | ------ | ------ | ------ |
| 1     | Deutschland            | 7    | 2      |        | 9      |
| 2     | Rumänien               | 2    | 2      | 1      | 5      |
| 3     | Volksrepublik China    | 2    |        |        | 2      |
| 4     | Italien                | 1    |        | 2      | 3      |
| 5     | Tschechien             | 1    |        |        | 1      |
| 6     | Vereinigtes Königreich |      | 2      | 1      | 3      |
| 7     | Kanada                 |      | 2      |        | 2      |
| 8     | Niederlande            |      | 1      | 1      | 2      |
| 8     | Vereinigte Staaten     |      | 1      | 1      | 2      |
| 10    | Frankreich             |      | 1      |        | 1      |
| 10    | Litauen                |      | 1      |        | 1      |
| 10    | Russland               |      | 1      |        | 1      |
| 13    | Neuseeland             |      |        | 2      | 2      |
| 14    | Australien             |      |        | 1      | 1      |
| 14    | Österreich             |      |        | 1      | 1      |
| 14    | Kroatien               |      |        | 1      | 1      |
| 14    | Griechenland           |      |        | 1      | 1      |
| 14    | Südafrika              |      |        | 1      | 1      |
| Summe | Summe                  | 13   | 13     | 13     | 39     |